# Euproctis celsa
Euproctis celsa är en fjärilsart som beskrevs av Walker 1866. Euproctis celsa ingår i släktet Euproctis och familjen tofsspinnare. Inga underarter finns listade i Catalogue of Life.